# Ghiacciaio Double Curtain
Il ghiacciaio Double Curtain è un piccolo ghiacciaio alpino situato nella zona orientale dei colli Kukri, nella regione centro-occidentale della Dipendenza di Ross, in Antartide. Il ghiacciaio, il cui punto più alto si trova a circa 800 m s.l.m., si trova poco a ovest del monte Barnes, sulla costa di Scott, dove fluisce verso sud formando una sella con il ghiacciaio Wales e scorrendo lungo il versante occidentale del suddetto monte fino a discendere nella baia New Harbor, molto vicino al termine del ghiacciaio Ferrar.

## Storia
Il ghiacciaio Von Wales è stato così battezzato dai membri della spedizione Terra Nova, condotta dal 1910 al 1913 e comandata dal capitano Robert Falcon Scott, in virtù della sua forma ("double curtain" in inglese significa letteralmente "tenda doppia").